# Tlacuatzin
Tlacuatzin  is een geslacht van buideldieren uit de familie der opossums (Didelphidae). De wetenschappelijke naam van het geslacht werd in 2003 gepubliceerd door Voss & Jansa.

## Soorten
Er worden vijf soorten in dit geslacht geplaatst:
- Tlacuatzin balsasensis (Arcangeli, Light, & Cervantes, 2018)
- Tlacuatzin canescens (Allen, 1893)
- Tlacuatzin gaumeri (Osgood, 1913)
- Tlacuatzin insularis (Merriam, 1898)
- Tlacuatzin sinaloae (Allen, 1898)